# Melittia powelli
Melittia powelli is een vlinder uit de familie wespvlinders (Sesiidae), onderfamilie Sesiinae.
Melittia powelli is voor het eerst wetenschappelijk beschreven door Le Cerf in 1917. De soort komt voor in het Neotropisch gebied.